# ولادیمیر یاشچنکو
ولادیمیر یاشچنکو (انگلیسی: Vladimir Yashchenko؛ ۱۲ ژانویه ۱۹۵۹ – ۳۰ نوامبر ۱۹۹۹) ورزشکار پرش ارتفاع اوکراینی‌تبار اهل اتحاد جماهیر شوروی بود.
وی همچنین برندهٔ جوایزی همچون قهرمان ورزشی اتحاد شوروی شده است.